# Bruno Fechner
Bruno Rudolf Fechner (* 2. März 1987 in Bottrop) ist ein ehemaliger deutscher Automobilrennfahrer.

## Karriere
Fechner begann seine Karriere in der Formel König, in der er 2003 den fünften Platz belegte. 2004 wechselte er in die Formel Renault 2.0, wo er in der Deutschen Formel Renault 2.0 den elften Platz belegte und im Eurocup Platz 26. 2005 blieb er in der Deutschen Formel Renault 2.0 und wurde Vierter in der Gesamtwertung am Saisonende. 2006 fuhr er sowohl im Formel Renault 2.0 Eurocup, als auch in der Formel 3 Euroserie, wo er am Saisonende den vierten Platz in der Trophywertung belegte. 2008 fuhr er in der Toyo-Tires-24-Stunden-Serie, wo er in der Gesamtwertung Platz 92 belegte und in der Klasse A6 den zehnten Platz. Außerdem absolvierte er 2008 das 24-Stunden-Rennen am Nürburgring, wo er in Klasse SP3T am Start war.

## Statistik

### Karrierestationen
- 2003: Formel König (Platz 5)
- 2004: Formel Renault 2.0 Deutschland (Platz 11)
- 2004: Formel Renault 2.0 Eurocup (Platz 26)
- 2005: Formel Renault 2.0 Deutschland (Platz 4)
- 2006: Formel Renault 2.0 Eurocup
- 2006: Formel-3-Euroserie (Platz 4 Trophy-Wertung)
- 2008: Toyo-Tires-24-Stunden-Serie (Platz 92 / Platz 10 Klasse A6)
- 2008: 24 Stunden Nürburgring – Klasse SP3T